# Winter-Universiade 1962/Skispringen
Bei der Winter-Universiade 1962 wurde ein Einzelwettkampf für Männer im Skispringen ausgetragen.

## Bilanz

### Medaillenspiegel
| Platz  | Land   | Gold | Silber | Bronze | Gesamt |
| ------ | ------ | ---- | ------ | ------ | ------ |
| 1      | Japan  | 1    | 1      | 1      | 3      |
| Gesamt | Gesamt | 1    | 1      | 1      | 3      |

### Medaillengewinner
| Disziplin            | Gold             | Silber     | Bronze         |
| -------------------- | ---------------- | ---------- | -------------- |
| Normalschanze Männer | Shigeyuki Wasaka | Yōsuke Etō | Renzo Nigawara |